# ناحیه حبیش
ناحیهٔ حبیش (به عربی: مدیریة حبیش) یک ناحیه در یمن است که در استان اب واقع شده‌است. ناحیهٔ حبیش ۱۰۵٬۹۹۸ نفر جمعیت دارد.